# Sedum debile
Sedum debile är en fetbladsväxtart som beskrevs av S. Wats.. Sedum debile ingår i Fetknoppssläktet som ingår i familjen fetbladsväxter. Inga underarter finns listade i Catalogue of Life.